# فرقه اویش
فرقهٔ نظامی اویش (پرتغالی: Ordem Militar de Avis, تلفظ می‌شود:[ɐˈviʃ]), پیش از سال ۱۹۱۰ با نام، نشان سلطنتی نظامیِ آویز (پرتغالی: Ordem Real Militar de Avis) و پیش از سال ۱۷۸۹ با نام، شوالیه‌های (فرقه) سنت بندیکت آویز (پرتغالی: Ordem de São Bento de Aviz) یا فرشتگان سانتا ماریای اوورا, یک فرقه چیوارلی پرتغالی است که در سال ۱۱۴۶ میلادی و در پرتغال بنیان نهاده‌شد. این فرقه نام و نشان نظامی‌اش را به دودمان اویش که در میان سال‌های ۱۳۸۵ تا ۱۵۸۰ میلادی بر پرتغال فرمانروایی کردند، بخشیده‌است.